# Bauernkapelle Mindersdorf
Die Bauernkapelle Mindersdorf ist eine deutsche Blaskapelle aus dem heute zur Gemeinde Hohenfels gehörenden Dorf Mindersdorf im Landkreis Konstanz in Baden-Württemberg.

## Geschichte
Die Bauernkapelle Mindersdorf wurde 1965 von Hermann Reichle gegründet, der die Kapelle bis 1996 leitete. Im Jahr 1996 übernahm Joachim Geng seine Rolle. Ab 2001 dirigierte Uli Bach, der schon über 20 Jahre Mitglied der Kapelle war, das Orchester. Bach gab das Amt 2017 an den Schlagzeuger Michael Steiert weiter, der nun die musikalische Leitung innehat.
Das Ensemble feierte bereits viele Erfolge in der Volksmusikhitparade des Südwestfunks (sieben Mal Monatssieger, zwei Mal 2. Platz und zwei Mal 1. Platz in der Jahreswertung). Freek Mestrini hat viele Blasmusiktitel speziell für die Bauernkapelle Mindersdorf komponiert und arrangiert.

## Diskographie
- Wir bleiben Freunde
- Das Beste der Bauernkapelle Mindersdorf
- Jubiläumsparade
- Ein Strauß Melodien
- So sind wir
- Fröhliche Musikanten
- Schöne Stunden
- Musikalische Bauerngrüße
- Musikanten unter Freunden
- In der Musikscheune
- Aus Liebe zur Musik
- 50 Jahre! Wir stehn auf Blasmusik